# Demokratische Partei Libyens
Die Demokratische Partei Libyens (arabisch الحزب الديمقراطي الليبيي Hizb al-dimuqrati al-libija) ist eine libysche politische Partei, die am 14. Juli 2011 aus der Libyschen Freiheits- und Demokratiekampagne hervorgegangen ist, um offiziell die Bestrebungen des libyschen Volkes in den Wahlen der Post-Gaddafi-Ära und nach der Übergangsperiode des Nationalen Übergangsrates zu vertreten.
Das Motto der Partei lautet Freiheit und Demokratie für das libysche Volk. Ihr Ziel ist die Kontrolle der Vereinten Nationen über Libyen und die Errichtung einer Wahrheits- und Versöhnungskommission für Libyen.
Die Demokratische Partei arbeitet zurzeit mit vielen Denkfabriken wie dem Madrider Club, der Gorbatschow-Stiftung und der Westminsterstiftung für Demokratie zusammen, um ihre Anliegen zur Geltung zu bringen.

## Politische Ideologie
Die Partei unterstützt freiheitlich-demokratische Ideale, laut Parteiprogramm wird angefordert:
- Die Unterstützung des Nationalen Übergangsrates nur so weit wie nötig, um den Übergang zur Demokratie zu ermöglichen; die rechtliche Legitimität des Übergangsrates wird aber abgesprochen.[2]
- Der Übergang zur Demokratie in Libyen sollte durch eine Kommission der Vereinten Nationen überwacht werden, ähnlich der Adriaan-Pelt-Kommission nach dem Ende des Zweiten Weltkrieges, welche die Unabhängigkeit Libyens überwacht hat.[3]
- Aufstellung von UN-Friedenstruppen.
- Die Etablierung einer Wahrheits- und Versöhnungskommission ähnlich jener in Südafrika.
- Die Trennung von Staat und Religion, mit Glaubensfreiheit für alle und dem Respekt gegenüber allen Religionen[4] als den besten Weg, um den radikalen Islam und Al-Qaida zu besiegen.[5]